# (537) Паули
(537) Паули (фр. Pauly) — небольшой астероид главного пояса, который был открыт 7 июля 1904 года французским астрономом Огюст Шарлуа в обсерватории Ниццы и назван в честь немецкого бизнесмена  Макса Паули, которого Эрнст Аббе назначил главой отдела астрономии фирмы «Карл Цейсс» и который разработал новые 10-дюймовые линзы для телескопов.

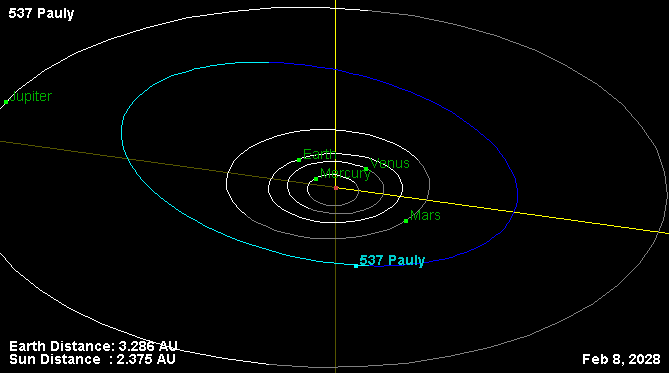
Орбита астероида Паули и его положение в Солнечной системе